# Shadow Knights
Shadow Knights è un videogioco a piattaforme realizzato nel 1990 da id Software per Softdisk. Il gioco è ispirato al più celebre Ninja Gaiden per NES, del quale condivide il protagonista ninja.